# Дамјат
Дамјат (фр. Damiatte) насеље је и општина у јужној Француској у региону Миди Пирене, у департману Тарн која припада префектури Кастр.
По подацима из 2011. године у општини је живело 1010 становника, а густина насељености је износила 31,78 становника/km². Општина се простире на површини од 31,78 km². Налази се на средњој надморској висини од 145 метара (максималној 350 m, а минималној 125 m).

## Демографија
| 1962. | 1968. | 1975. | 1982. | 1990. | 1999. | 2011. |
| ----- | ----- | ----- | ----- | ----- | ----- | ----- |
| 900   | 914   | 838   | 733   | 746   | 767   | 1.010 |

График промене броја становника у току последњих година